# Uprchlík (film, 1993)
Uprchlík je americký filmový thriller z roku 1993. Snímek se stal hitem a zařadil se mezi vůbec nejúspěšnější akční filmy všech dob. 
Film se dočkal celkem 7 oscarových nominaci (včetně té za Nejlepší film), ovšem proměnil jen jednu z nich, kdy Tommy Lee Jones obdržel cenu Akademie za nejlepšího herce ve vedlejší roli.

## Děj
Doktor Richard Kimble (Harrison Ford) je úspěšný chirurg. Jednoho dne najde svoji ženu v ložnici v kaluži krve a s roztříštěnou lebkou. Vrah je pořád v domě a vrhne se i na Kimbla. Vrah unikne z domu, zatímco se Kimble snaží dát své ženě první pomoc. Policii řekne svou výpověď a říká jim, že vrah měl umělou ruku. Kimble je obviněn z vraždy svoji ženy a odsouzen k trestu smrti. Při převozu policejním autobusem do věznice, kde má být trest vykonán, se jeden z vězňů pokusí utéci, vypukne přestřelka, řidič je zastřelen a autobus se svalí dolů ze srázu na vlakové koleje. Kimblovi se podaří uprchnout a musí se skrývat před agenty federální agentury pověřené stíháním uprchlíků (United States Marshals Service), které vede Samuel Gerard (Tommy Lee Jones), jenž chce Dr. Kimbla dostat za každou cenu. Kimble se musí schovávat a zároveň hledá vraha.

## Obsazení
| Harrison Ford     | Dr. Richard Kimble |
| Tommy Lee Jones   | Samuel Gerard      |
| Sela Ward         | Helena             |
| Joe Pantoliano    | Cosmo Renfro       |
| Andreas Katsulas  | Sykes              |
| Jeroen Krabbé     | Charles Nichols    |
| Daniel Roebuck    | Biggs              |
| Scott L. Caldwell | Poole              |
| Tom Wood          | Newman             |
| Ron Dean          | detektiv Kelly     |

## Odkaz
V roce 1998 natočil režisér Pat Proft parodii Utopenec na útěku s Leslie Nielsenem v hlavní roli.
Ve stejný rok vznikl také film Šerifové, který je volným pokračováním Uprchlíka.